# Federigo Tozzi
Federigo Tozzi (Siena, 1 de janeiro de 1883 — Roma, 21 de março de 1920) foi um escritor italiano.

## Obras selecionadas
- Bestie (1917)
- Con gli occhi chiusi (1919)
- Tre croci (1920) (Three Crosses, trans. R. Capellero, 1921)
- Il podere (1921)
- Gli egoisti (1923)
- Ricordi di un impiegato (Obra póstuma, Roma, La rivista letteraria, 1920; Milão, A. Mondadori, 1927; publicado no Brasil: “Memórias de um empregado”, Ed. Carambaia, 2015, tradução de Maurício Santana Dias) (1927)[1][2]
- Novelle
- Bestie, cose, persone